# New York City (U-Boot)
Die New York City, auch USS New York City (Kennung: SSN-696), war ein atomgetriebenes Jagd-U-Boot der Los-Angeles-Klasse der United States Navy, das von 1979 bis 1997 in Dienst stand.

## Geschichte
Der Auftrag SSN-696 zu bauen erging Anfang 1972 an die Electric Boat. Ende 1973 wurde das U-Boot auf der Werft des Konzerns in Groton, Connecticut auf Kiel gelegt. Nachdem es beim Bau zu Problemen gekommen war, konnte das Boot erst im Juni 1977 vom Stapel laufen. Taufpatin war die Ehefrau des früheren Verteidigungsministers und späteren Energieministers, James R. Schlesinger. Im März 1979 wurde die New York City offiziell in Dienst gestellt.
Nach fast genau 18 Dienstjahren wurde die New York City am 30. April 1997 außer Dienst gestellt. Damit sparte die Navy das Geld, das für die ansonsten anstehende Neubefüllung des Kernreaktors mit Kernbrennstoff hätte ausgegeben werden müssen. Da das Boot ohnehin dem veralteten Flight I der Klasse angehörte, dem das Vertical Launching System der neueren Boote fehlte, war die Außerdienststellung eine eher logische Folge.